# Kaja Juvan
Kaja Juvan   (Ljubljana, 25 de novembre de 2000) és una tennista eslovena que es va convertir en professional el 17 d'octubre de 2016.
Va guanyar el seu primer i únic títol de dobles WTA Tour al Winners Open de 2021 a Cluj-Napoca, jugant amb Natela Dzalamidze. Individualment no va aconseguir cap títol del circuit WTA i va arribar al 58è lloc del rànquing mundial, mentre que en dobles femenins va arribar al 97è lloc del rànquing.
El 5 d'abril de 2023, Juvan va anunciar que s'estava prenent un descans de la seva carrera esportiva per motius personals. Va renunciar a dos mesos de gira després de la mort del seu pare Robert a causa del càncer. Més endavant, com a número 241 del món, es va classificar per tercera vegada consecutiva pel quadre principal del torneig de Wimbledon de 2023.

## Palmarès

### Individual: 1 (0−1)
| Llegenda         |
| ---------------- |
| Grand Slam (0−0) |
| WTA Finals (0−0) |
| WTA 1000 (0−0)   |
| WTA 500 (0−0)    |
| WTA 250 (0−1)    |

| Títols per superfície |
| --------------------- |
| Dura (0−0)            |
| Gespa (0−0)           |
| Terra batuda (0−1)    |

| Resultat  | Núm. | Data               | Torneig            | Superfície   | Oponent          | Marcador               |
| --------- | ---- | ------------------ | ------------------ | ------------ | ---------------- | ---------------------- |
| Finalista | 1.   | 21 de maig de 2022 | Estrasburg, França | Terra batuda | Angelique Kerber | 6−7(5), 7−6(0), 6−7(5) |

### Dobles femenins: 1 (1−0)
| Llegenda         |
| ---------------- |
| Grand Slam (0−0) |
| WTA Finals (0−0) |
| WTA 1000 (0−0)   |
| WTA 500 (0−0)    |
| WTA 250 (1−0)    |

| Títols per superfície |
| --------------------- |
| Dura (0−0)            |
| Gespa (0−0)           |
| Terra batuda (1−0)    |

| Resultat   | Núm. | Data              | Torneig              | Superfície   | Parella           | Oponents                     | Marcador |
| ---------- | ---- | ----------------- | -------------------- | ------------ | ----------------- | ---------------------------- | -------- |
| Guanyadora | 1.   | 8 d'agost de 2021 | Cluj-Napoca, Romania | Terra batuda | Natela Dzalamidze | Katarzyna Piter Mayar Sherif | 6−3, 6−4 |

## Trajectòria

### Individual
| Open d'Austràlia | A   | A   | Q2  | 1R  | 3R    | 1R    | 2R  | 2R  | A  | 0 / 5   | 5 – 5   |
| Roland Garros | A   | A   | 1R  | 2R  | 1R    | 2R    | Q2  | A   | Q3 | 0 / 4   | 2 – 4   |
| Wimbledon | A   | A   | 2R  | NC  | 3R    | 3R    | 2R  | A   |    | 0 / 4   | 6 – 4   |
| US Open | A   | A   | A   | 2R  | 2R    | 1R    | 3R  | A   |    | 0 / 4   | 4 – 4   |
| Total Victòries−Derrotes | 0−1 | 1−1 | 3−7 | 6−7 | 13−13 | 19−14 | 8−9 | 1−1 |    | 51 – 53 | 51 – 53 |
| Rànquing a final d'any | 555 | 174 | 133 | 104 | 98    | 88    | 104 | 599 |    |         |         |
| Llegenda: G: Guanyadora; F: Finalista; SF: Semifinalista; QF: Quarts de final; Q: Qualificació; A: Absent; RR: Round Robin; |     |     |     |     |       |       |     |     |    |         |         |